# Svenkoeltzia luzmariana
Svenkoeltzia luzmariana är en orkidéart som beskrevs av Roberto González Tamayo. Svenkoeltzia luzmariana ingår i släktet Svenkoeltzia och familjen orkidéer. Inga underarter finns listade i Catalogue of Life.